# Rodeo (Messico)
Rodeo è un comune del Messico, situato nello stato di Durango, il cui capoluogo è la località omonima.
La popolazione della municipalità è di 12.788 abitanti (2010) e ha una estensione di 1.854,9 km².